# رينيه بيترز
رينيه بيترز (بالفرنسية: René Peters)‏ (مواليد 15 يونيو 1981) لاعب كرة قدم لوكسمبورغي دولي يجيد اللعب في خط الوسط . يلعب حاليا لصالح نادي يونيسي إيتش اللوكسمبورغي منذ 2008 .

## روابط خارجية
- رينيه بيترز على موقع الاتحاد الدولي (مؤرشف)  (الإنجليزية)
- رينيه بيترز على موقع الاتحاد الأوربي (الإنجليزية)
- رينيه بيترز على موقع إي إس بي إن إف سي (الإنجليزية)
- رينيه بيترز على موقع قاعدة بيانات كرة القدم.إي يو (الإنجليزية)
- رينيه بيترز على موقع ليكيب (الفرنسية)
- رينيه بيترز على موقع ناشيونال فوتبول تيمز (الإنجليزية)
- رينيه بيترز على موقع Soccerbase.com (لاعب) (الإنجليزية)
- رينيه بيترز على موقع Soccerway.com (الإنجليزية)
- رينيه بيترز على موقع عالم كرة القدم.نت (الإنجليزية)
- رينيه بيترز على موقع كووورة